# Жедертайм
Жедертайм (фр. Geudertheim) — коммуна на северо-востоке Франции в регионе Гранд-Эст (бывший Эльзас — Шампань — Арденны — Лотарингия), департамент Нижний Рейн, округ Агно-Висамбур, кантон Брюмат.
Площадь коммуны — 11,27 км², население — 2273 человека (2006) с тенденцией к росту: 2335 человек (2013), плотность населения — 207,2 чел/км².

## Население
Население коммуны в 2011 году составляло 2335 человек, в 2012 году — 2310 человек, а в 2013-м — 2335 человек.
| 1962 | 1968 | 1975 | 1982 | 1990 | 1999 | 2006 | 2008 | 2011 | 2012 | 2013 |
| ---- | ---- | ---- | ---- | ---- | ---- | ---- | ---- | ---- | ---- | ---- |
| 1289 | 1450 | 1600 | 1755 | 2010 | 2243 | 2273 | 2300 | 2335 | 2310 | 2335 |

Динамика населения:

## Экономика
В 2010 году из 1598 человек трудоспособного возраста (от 15 до 64 лет) 1253 были экономически активными, 345 — неактивными (показатель активности 78,4 %, в 1999 году — 74,8 %). Из 1253 активных трудоспособных жителей работали 1175 человек (617 мужчин и 558 женщин), 78 числились безработными (39 мужчин и 39 женщин). Среди 345 трудоспособных неактивных граждан 107 были учениками либо студентами, 163 — пенсионерами, а ещё 75 — были неактивны в силу других причин.

## Достопримечательности (фотогалерея)

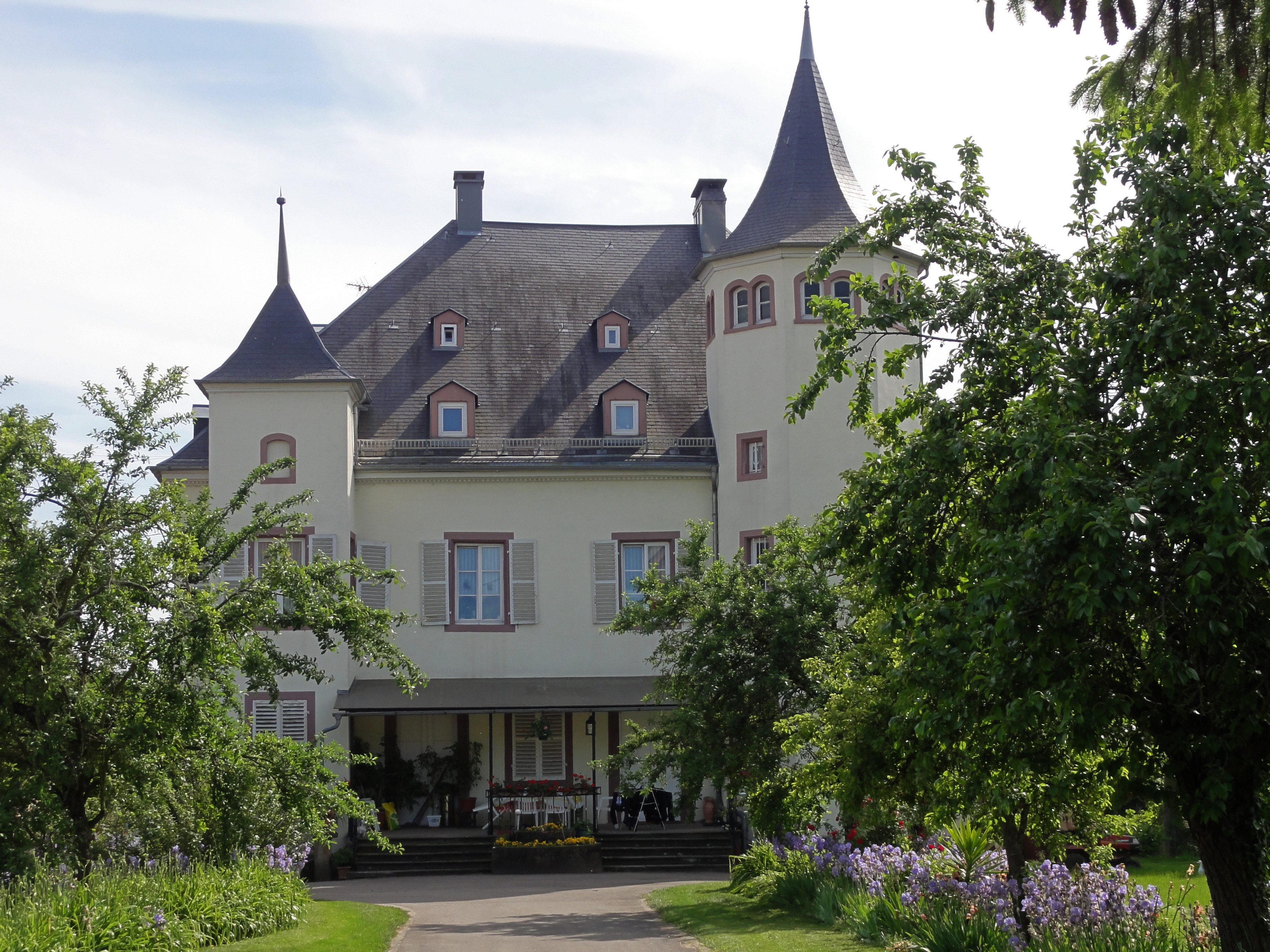
Шато
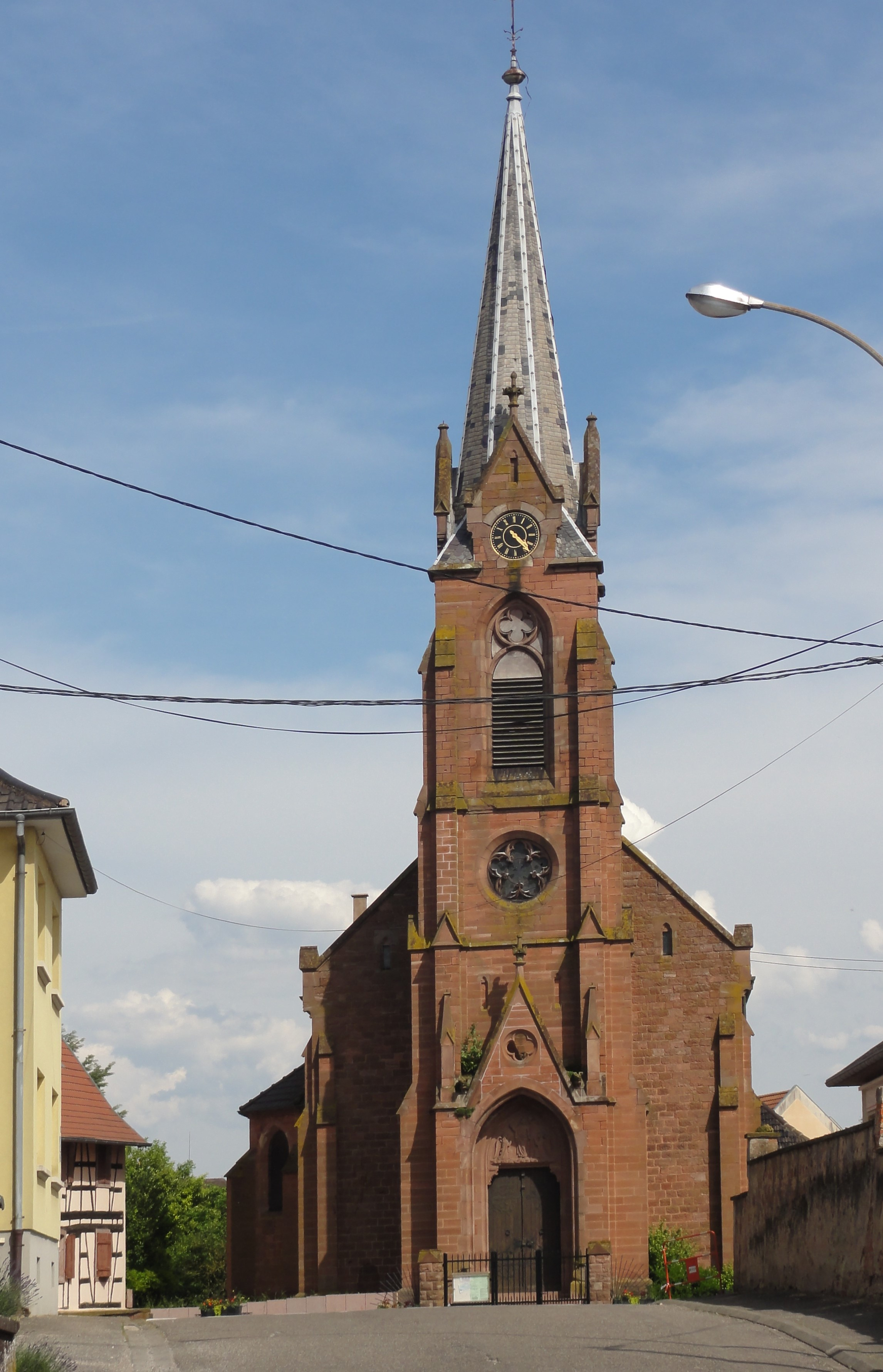
Католическая церковь
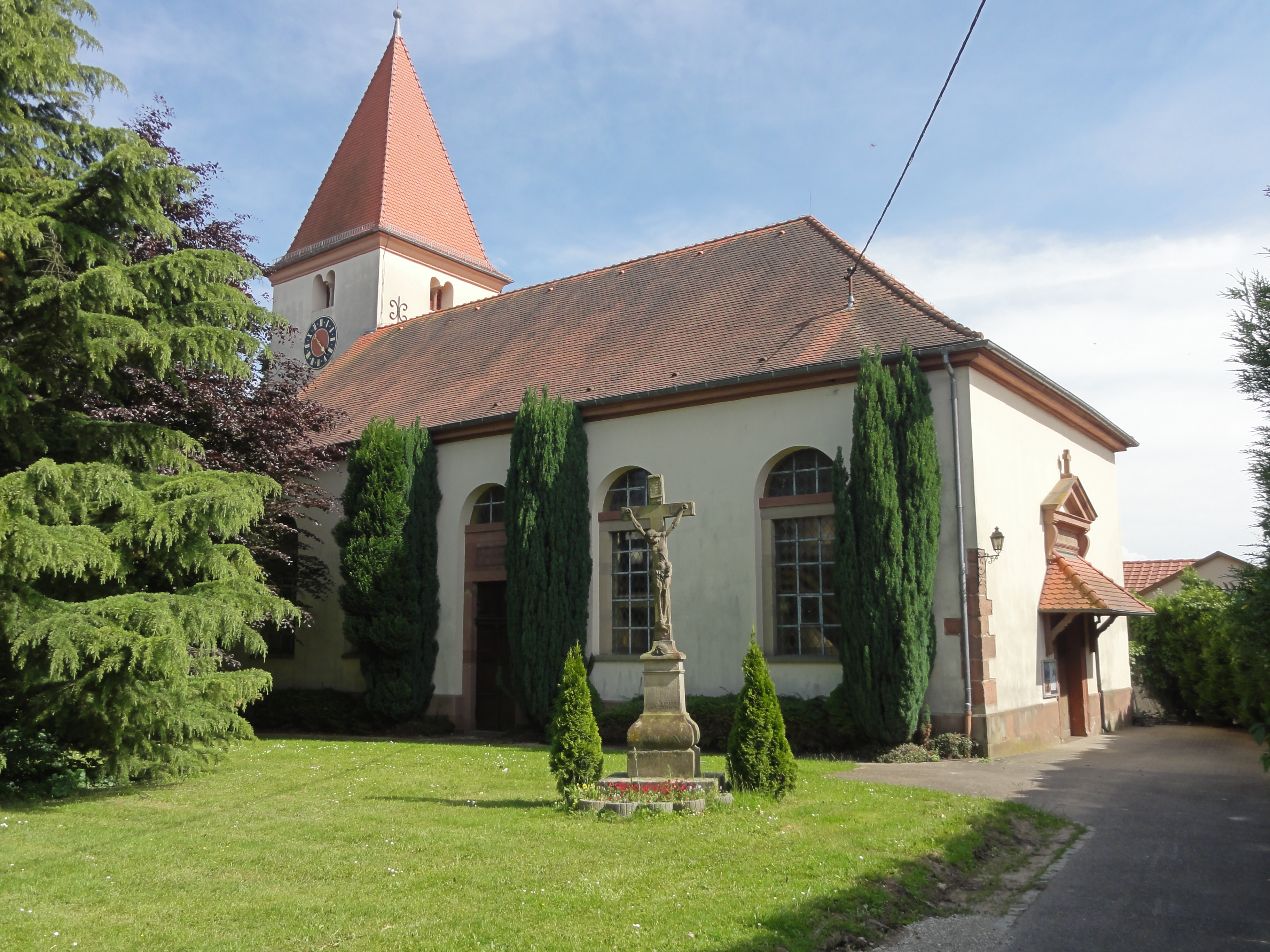
Протестантская церковь